# Enicospilus flavostigma
Enicospilus flavostigma är en stekelart som beskrevs av Hooker 1912. Enicospilus flavostigma ingår i släktet Enicospilus och familjen brokparasitsteklar. Inga underarter finns listade i Catalogue of Life.